# لو راولز
لو راولز (انگلیسی: Lou Rawls؛ ۱ دسامبر ۱۹۳۳ – ۶ ژانویهٔ ۲۰۰۶) یک موسیقی‌دان اهل ایالات متحده آمریکا بود.
او در فیلم هنوز نفس می‌کشم بازی کرده است.